# لوكهيد بي-80
لوكهيد بي-80 (بالإنجليزية:Lockheed P-80) ويلقب «نجم إطلاق النار» (بالإنجليزية:Shooting Star)، مقاتلة جوية سُلمت خلال 143 يوماً منذ بداية التصميم سنة 1943، شاركت في الحرب العالمية الثانية في المحيط الهادئ، وشاركت في الحرب الكورية سنة 1949.

## وصلات خارجية
- Manual: (1945) AN 01-75FJA-1 - Pilot's Flight Operating Instructions for Army Model P-80A-1 Airplane
- of the Smithsonian: Lockheed XP-80 Lulu-Belle[وصلة مكسورة]
- Lockheed P-80 Shooting Star
- Lockheed P-80 Shooting Star